# Epilobium brachycarpum
Épilobe d'automne, Épilobe à fruits courts
Espèce
Synonymes
- Epilobium altissimum Suksd.[1]
- Epilobium hammondii Howell[1]
- Epilobium jucundum A.Gray[1]
- Epilobium laevicaule Rydb.[1]
- Epilobium mexicanum Schltdl.[1]
- Epilobium paniculatum var. hammondii (T.J. Howell) M.E. Peck[2]
- Epilobium paniculatum var. juncundum (Gray) Trel.[2]
- Epilobium paniculatum var. laevicaule (Rydb.) Munz[2]
- Epilobium paniculatum var. subulatum (Hausskn.) Fern.[2]
- Epilobium paniculatum var. tracyi (Rydb.) Munz[2]
- Epilobium paniculatum Nutt. ex Torr. & Gray[2]
- Epilobium paniculatum Nutt.[1]
- Epilobium subulatum (Hausskn.) Rydb.[1]
- Epilobium tracyi Rydb.[1]

Epilobium brachycarpum, l'Épilobe d'automne ou Épilobe à fruits courts, est une espèce de plantes à fleurs de la famille des Onagracées. C'est une plante herbacée annuelle originaire d'Amérique du Nord.

## Description

### Appareil végétatif

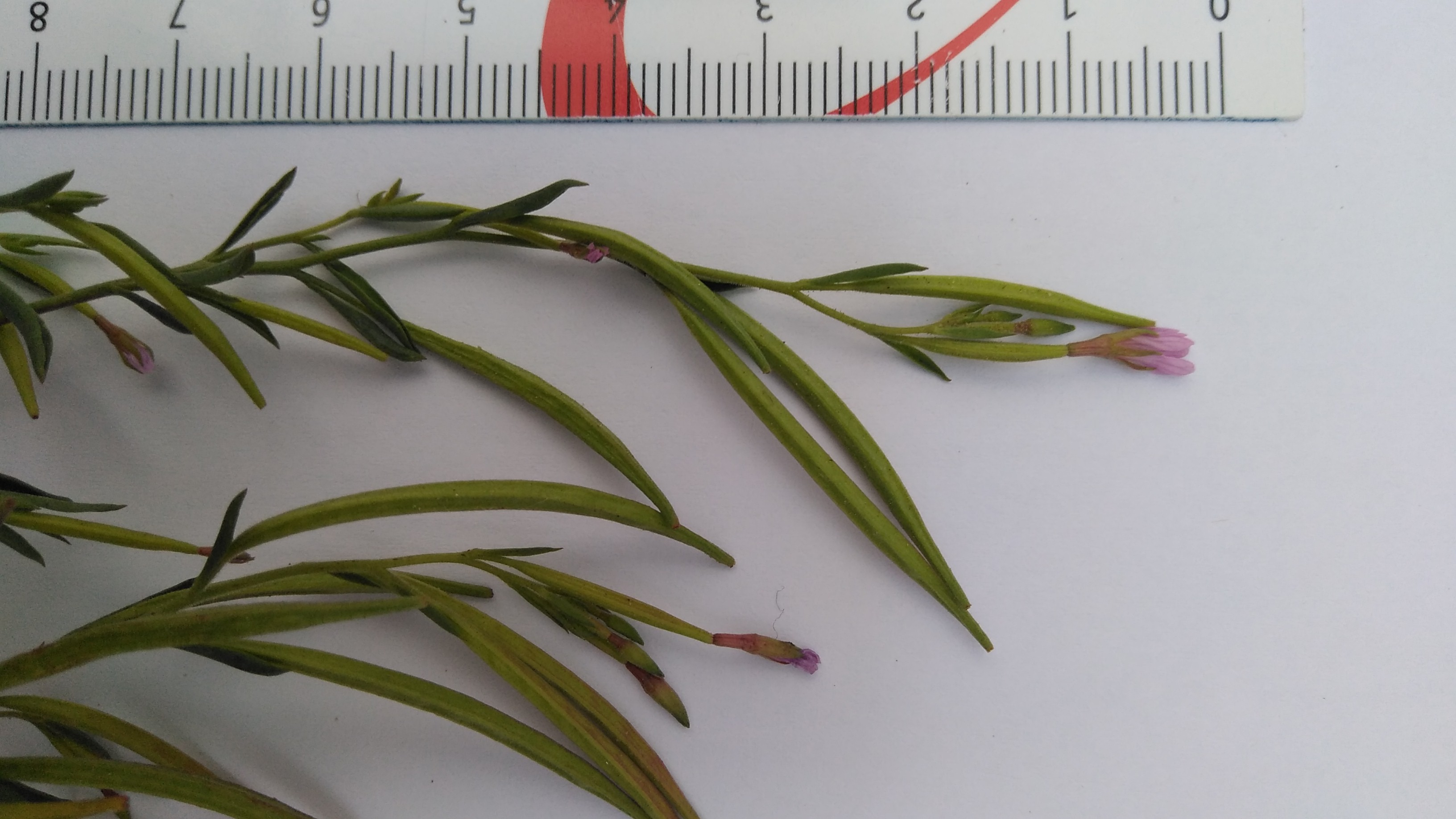
Appareil végétatif.

C'est une plante annuelle de 2 à 20 dm, glabre et pelant proximalement, strigeux et généralement à poils glanduleux distalement. Les feuilles sont généralement précoces-caduques, de 10–55 mm, linéaires à étroitement elliptiques, acuminées, généralement repliées le long de la nervure médiane, plus ou moins glabres ; le pétiole mesure de 0 à 4 mm.

### Appareil reproducteur

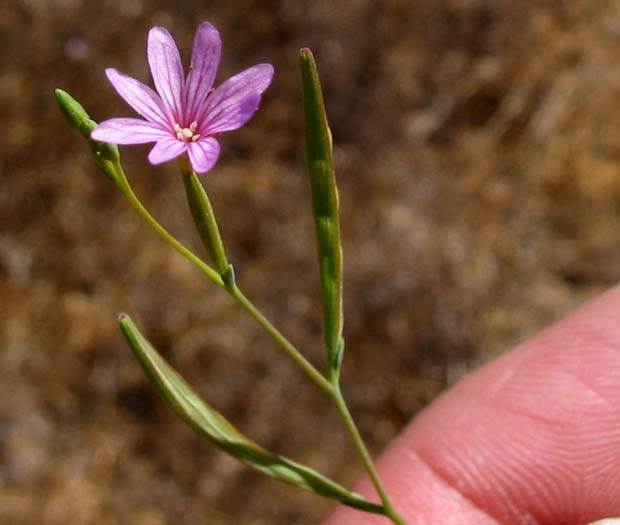
Fleur tenue dans une main (la taille de la fleur peut être visualisée en la comparant à celle de la main qui la tient).

L'inflorescence est une panicule ou grappe. La fleur est un hypanthium de 1,5-−8 (16) mm ; les sépales mesurent de 1,2 à 8 mm ; les pétales de 2 à 15 (20) mm, blancs à rose-violet ; le stigmate est parfois à 4 lobes. Le fruit mesure de 15 à 32 mm, glabre ou glanduleux, au bout d'un pédicelle de 1 à 17 mm. Les graines font 1,5–2,7 mm, sont papillées, en touffe de poils facilement caduques. Il y a 24 chromosomes dans les cellules diploïdes (2n=24).

## Habitat et répartition

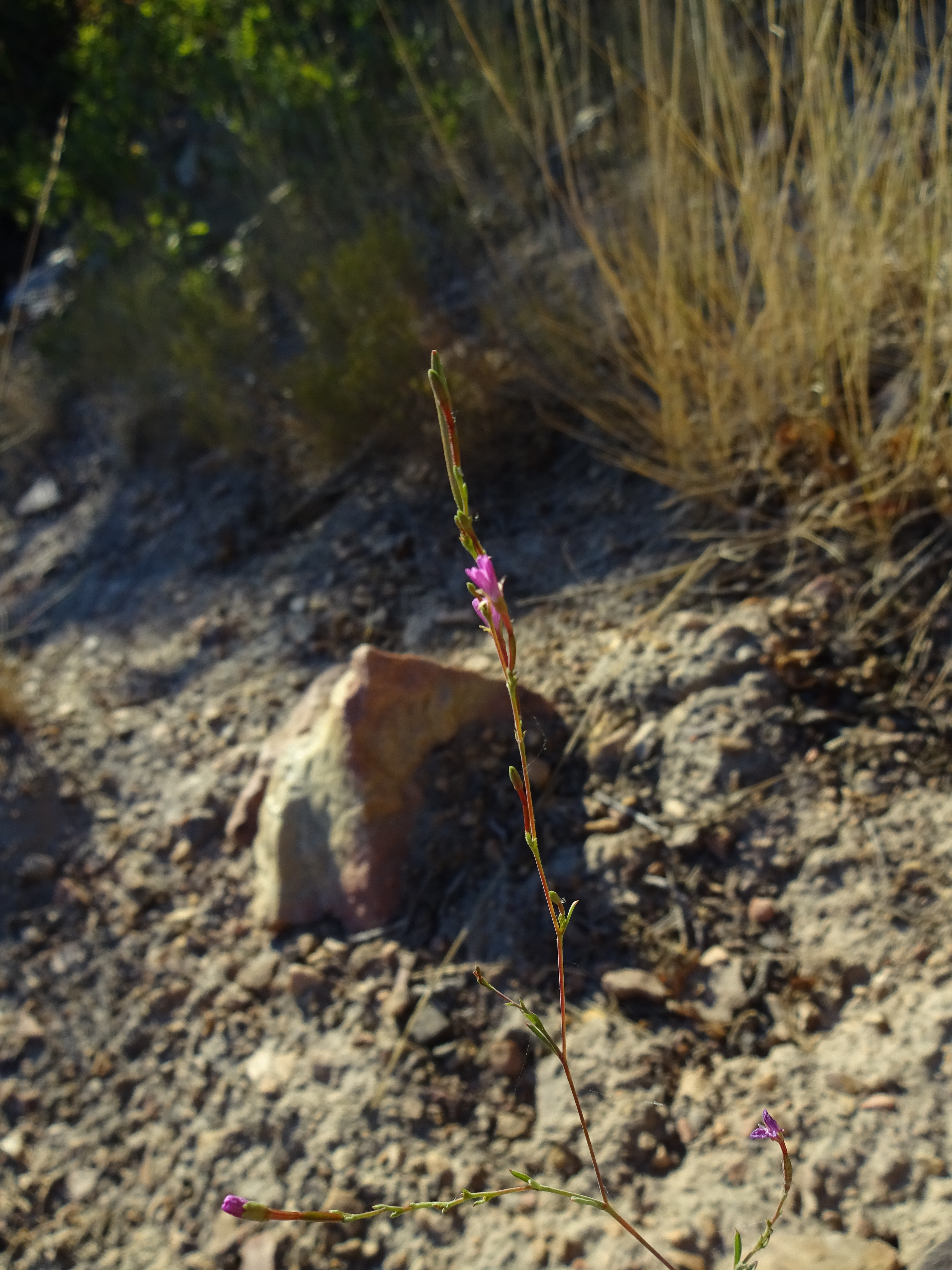
Épilobe d'automne dans son habitat.

L'espèce est native d'Amérique du Nord mais a été introduite en Europe et en Argentine. Elle pousse dans les friches, les zones perturbées, les stations ensoleillées, sur sol caillouteux. C'est une espèce pionnière, en voie d'installation en Europe, plus fréquente au niveau de la Loire et de l'Allier ; elle semble se propager le long des voies de communication, notamment ferroviaires.
Dans son aire d'origine, elle pousse sur sol sec ou humide de façon saisonnière, souvent perturbé dans les bois ouverts, les prairies, en particulier le long des routes, les berges et les sols exondés, jusqu’à une altitude de 3 300 m.

## Biologie
La floraison a lieu de juillet à septembre.